# Cerkiew św. Antypasa z Pergamonu w Moskwie
Cerkiew św. Antypasa z Pergamonu – cerkiew w Moskwie, w dekanacie centralnym eparchii moskiewskiej miejskiej Rosyjskiego Kościoła Prawosławnego.

## Historia
Świątynia znajduje się na terenie Zaniegliminja – jednego ze starszych osiedli w granicach Moskwy, na południowy zachód od Kremla. Pierwsza wzmianka o świątyni pod tym wezwaniem w tym rejonie pochodzi z 1625. Cerkiew mogła być jednak starsza, chociaż dokładny czas jej budowy nie został ustalony. Według różnych wersja obiekt powstał w 1514, 1519 (mógłby być wówczas dziełem Alojzego z Mediolanu) lub nieco później, po 1530. Nie wyjaśniono również, dlaczego patronem świątyni został mało znany na Rusi święty Antypas z Pergamonu. Za autorstwem Alojzego mogłoby przemawiać rozplanowanie budynku i wyraźne wpływy architektury włoskiej w jego wyglądzie.
Szesnastowieczna budowla była przebudowywana i rozbudowywana. Jeszcze w XVI w., do 1596, starszą cerkiew całkowicie przekształcono. Unikalną cechą cerkwi są dwie absydy ołtarzowe: w większej znajduje się główny ołtarz św. Antypasa, w bocznej – ołtarz św. Grzegorza, który dobudowała najprawdopodobniej rodzina Skuratowów, być może Maluta Skuratow, który chciał w ten sposób uczcić swojego świętego patrona, lub też jego potomkowie, aby modlić się za jego duszę. W XVII w. cerkiew była grobowcem rodowym Skuratowów. Według legendy w cerkwi św. Antypasa odbył się jeden ze ślubów Iwana Groźnego. W świątyni wielokrotnie służyli patriarchowie moskiewscy i całej Rusi, na nabożeństwa przybywali carowie i przedstawiciele szlachty. Popularność świątyni wynikała z faktu, iż jej patronem był święty, któremu przypisywano uzdrowienia chorób zębów. W XVII w. do cerkwi dobudowano drugi ołtarz boczny św. Mikołaja, w latach 1739–1741 przebudowany z uwagi na zły stan techniczny, z inicjatywy księcia Siergieja Golicyna. W 1798 od północy dostawiono kolejny ołtarz boczny Narodzenia św. Jana Chrzciciela z dodatkowym przedsionkiem i osobną dzwonnicą.
Cerkiew pozostawała czynna do 1929, gdy została zamknięta i przekazana Centralnym Kursom Malarskim prowadzonym przez Stowarzyszenie Malarzy Rewolucji. Następnie budynek zaadaptowano na mieszkania. W latach 50. XX wieku rozebrano kopułę nad ołtarzem św. Mikołaja. W 1966 świątynia była już poważnie zdewastowana, chociaż część budynku nadal mieściła mieszkania oraz magazyn. W końcu tej samej dekady przystąpiono do restauracji obiektu. Kierujący nią Lew Dawid zamierzał początkowo zburzyć wszystkie elementy dobudowane po XVI w. i zachować jedynie najstarszą część budowli. Przeciwne tym planom było jednam muzeum sztuk plastycznych, które pozostawało właścicielem budowli i miało zamiar umieścić w niej bibliotekę. W związku z tym do 1983 wyremontowano cerkiew w takiej postaci, w jakiej funkcjonowała po ostatniej rozbudowie, nie odbudowano jedynie kopuły nad ołtarzem św. Mikołaja.
Rosyjski Kościół Prawosławny odzyskał obiekt w 2005, wtedy też odsłużono w nim pierwszą od 1929 Świętą Liturgię.

## Związani z cerkwią
Parafianinem cerkwi św. Antypasa był malarz Walentin Sierow.
W 1922 patriarcha moskiewski i całej Rusi Tichon wyświęcił w cerkwi na diakona Ilję Gromogłasowa, późniejszego świętego nowomęczennika, profesora teologii. Duchowny ten krótko służył w cerkwi św. Antypasa, gdyż został po miesiącu aresztowany.